# زبان ایتالیایی-یهودی
زبان ایتالیایی-یهودی از زبان‌های رومی رایج در کشور ایتالیاست که توسط یهودیان این کشور بکار می‌رود. این زبان ایتالیک امروزه در کشور ایتالیا بیش از دویست گویشور ندارد. برخی از گویشوران این زبان را ایتالکیایی نیز نامیده‌اند. واژه‌های مشترک زیادی بین این زبان و زبان یدیش دیگر زبان یهودیان اروپا وجود دارد.